# Freud Museum
Pour les articles homonymes, voir Freud (homonymie) et Muséum.
Le Musée Freud de Londres (Freud Museum, en anglais) est une maison-musée de 1986, du Grand Londres au Royaume-Uni, dernière demeure du fondateur de la psychanalyse Sigmund Freud (1856-1939) où il vécut les 18 derniers mois de sa vie, durant son exil, avec son épouse et sa fille Anna Freud (1895-1982),.

## Historique
Sigmund Freud crée son cabinet de médecin-neurologue dans son appartement de Vienne en Autriche (actuel musée Sigmund Freud de Vienne) où il fonde la psychanalyse qu'il étudie et exerce pendant 47 ans de carrière (1891 à 1938, histoire de la psychanalyse).

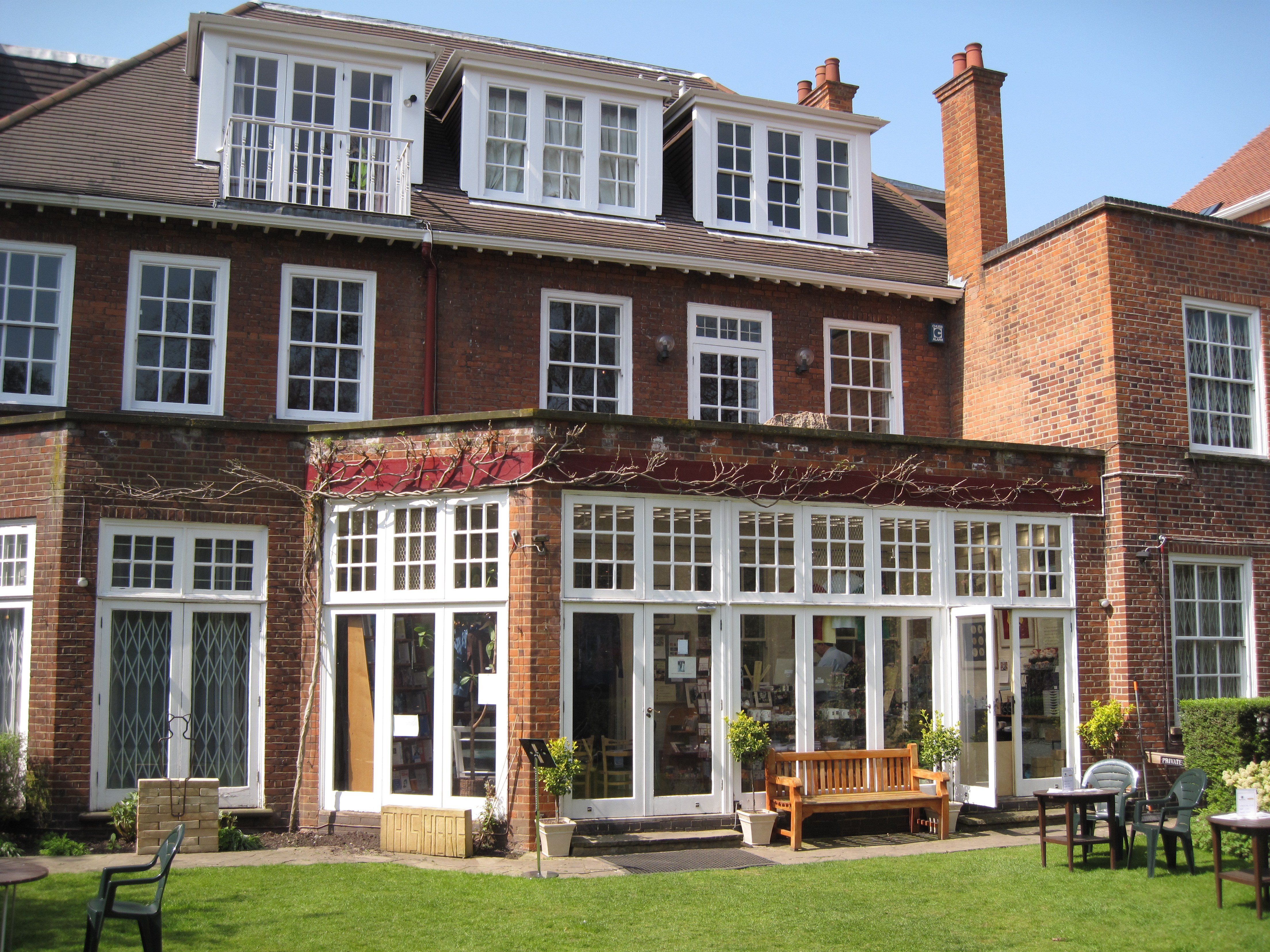
Véranda côté jardin
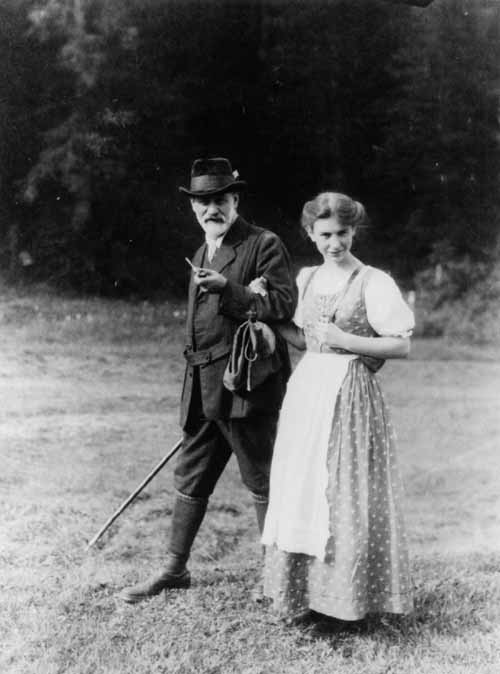
Anna et son père en 1913
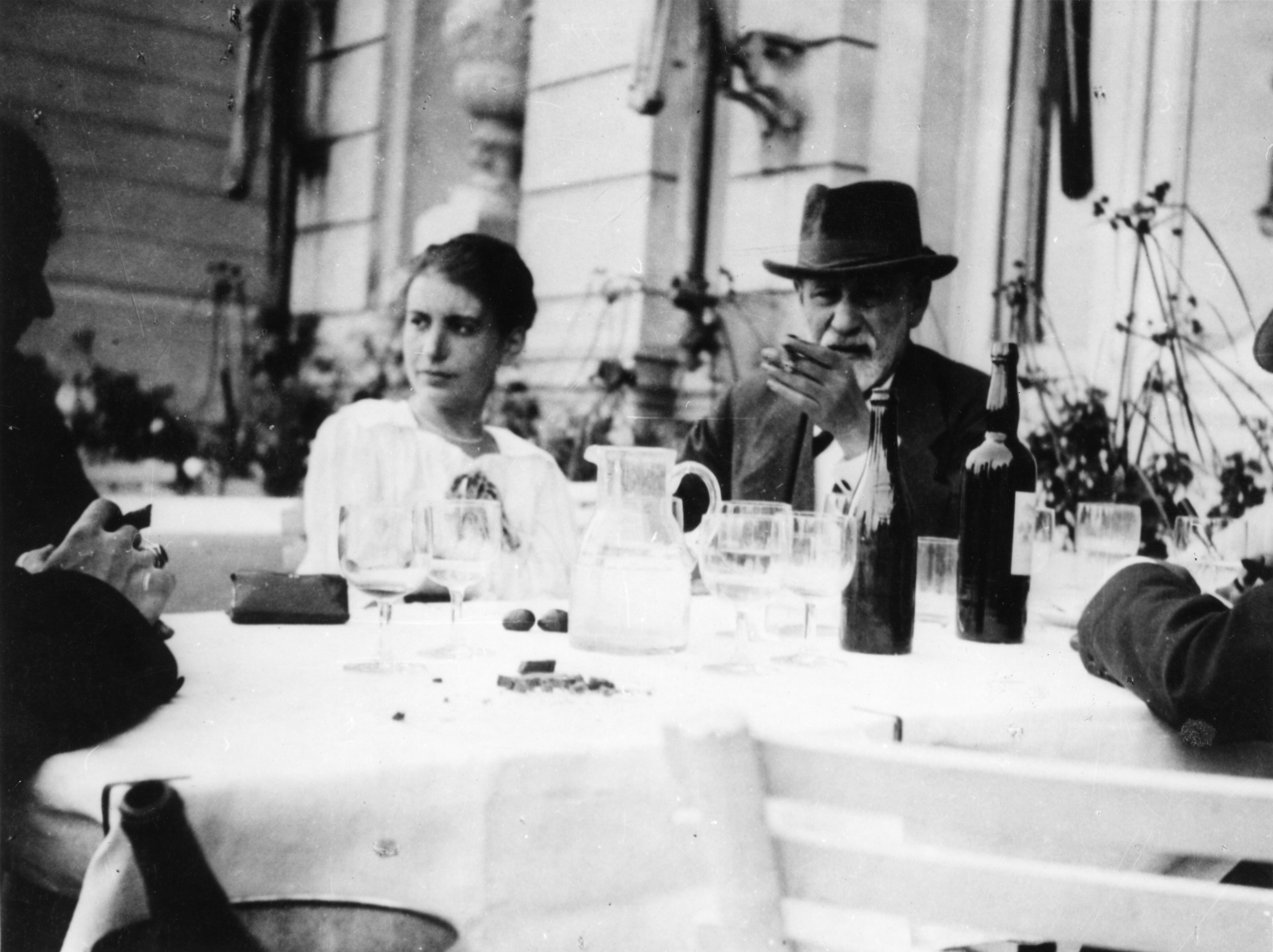
Anna et son père en 1920
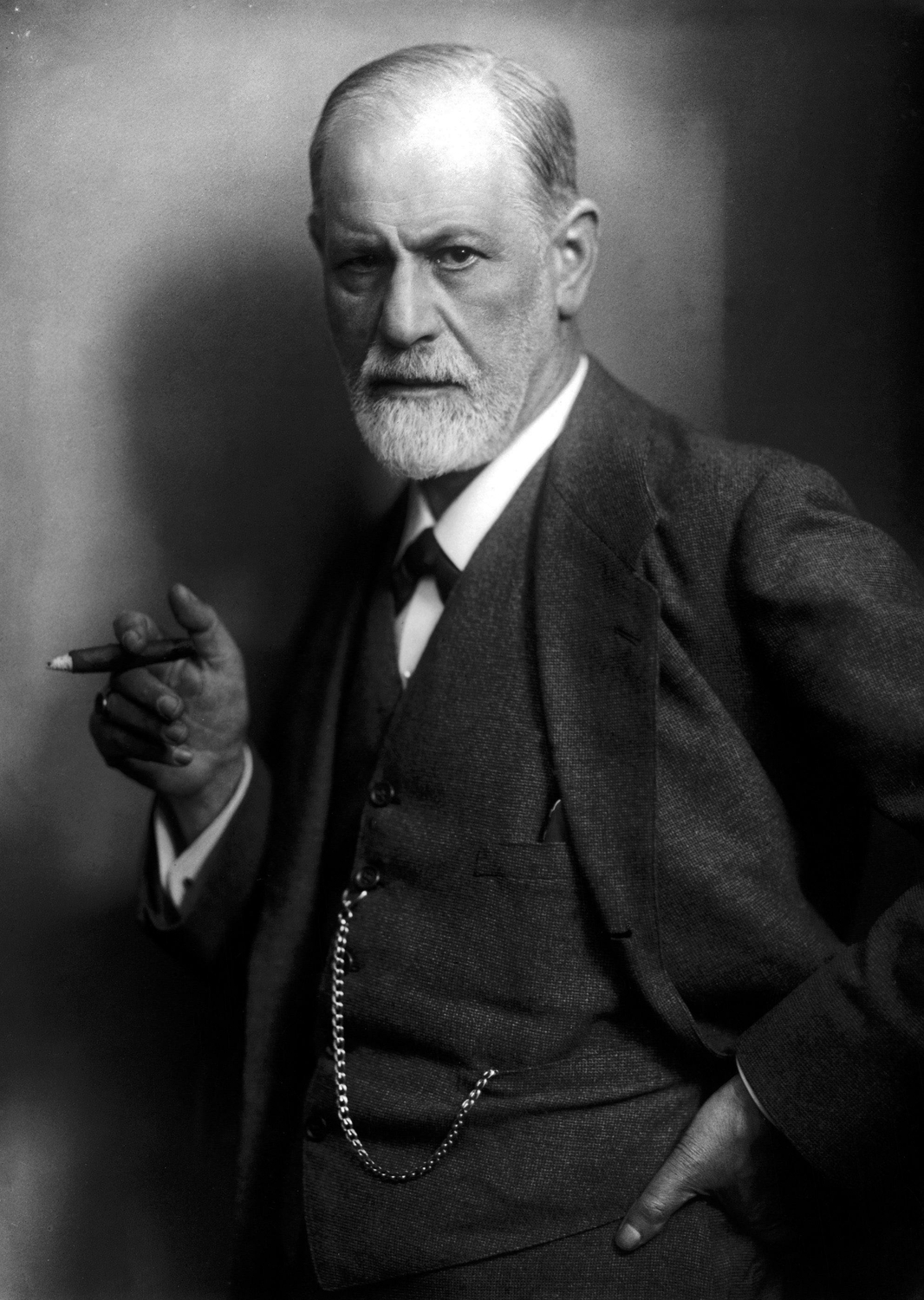
Freud en 1921

Âgé de 82 ans, il s'exile en 1938 à Londres, avec le soutien de la psychanalyste Marie Bonaparte (avec son épouse Martha Freud, leur fille cadette Anna Freud, et leur gouvernante) pour fuir l'annexion de l'Autriche (Anschluss) et l'antisémitisme nazi d'Adolf Hitler pendant la Seconde Guerre mondiale.

Bureau d'étude-bibliothèque-cabinet de psychanalyste de Freud
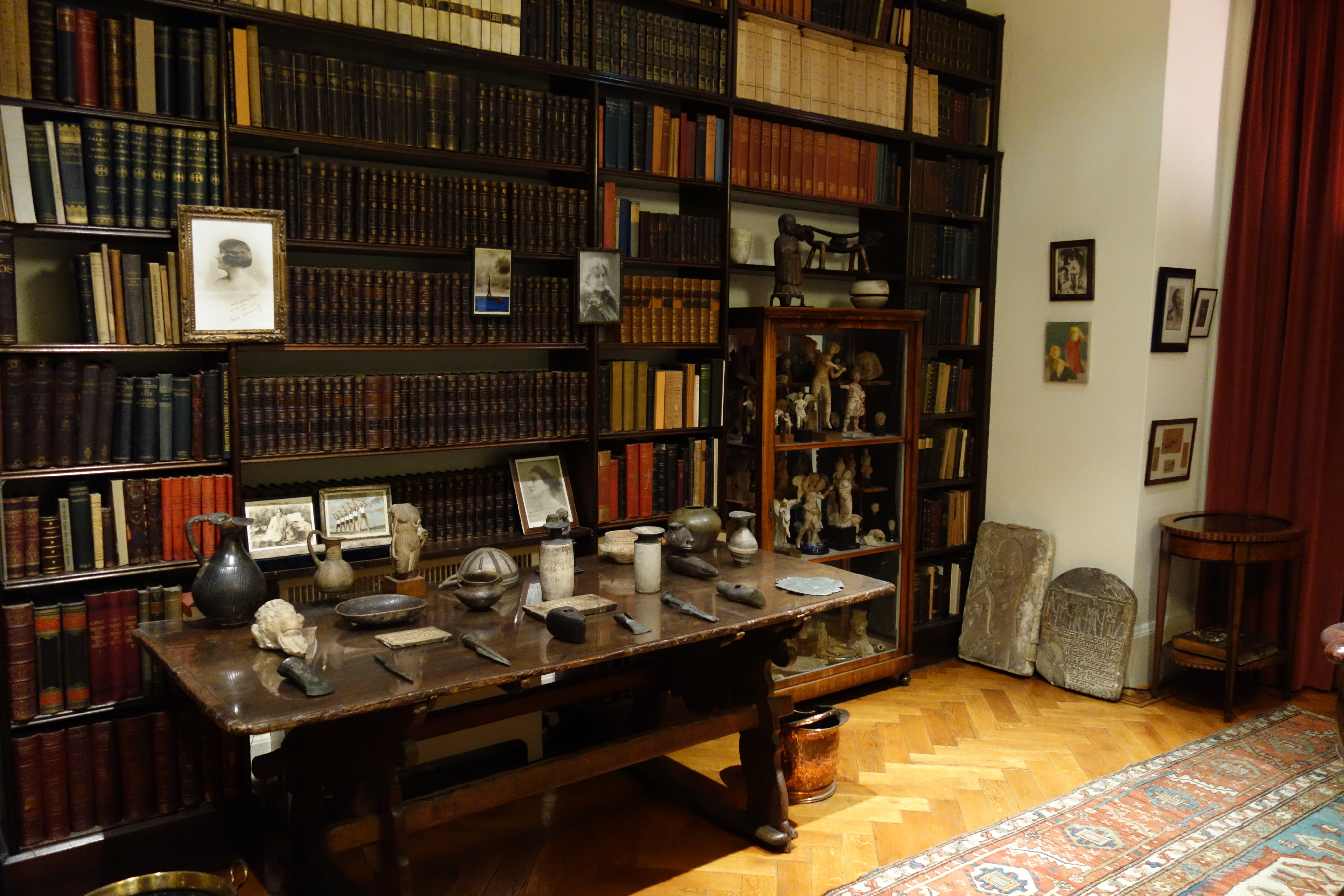
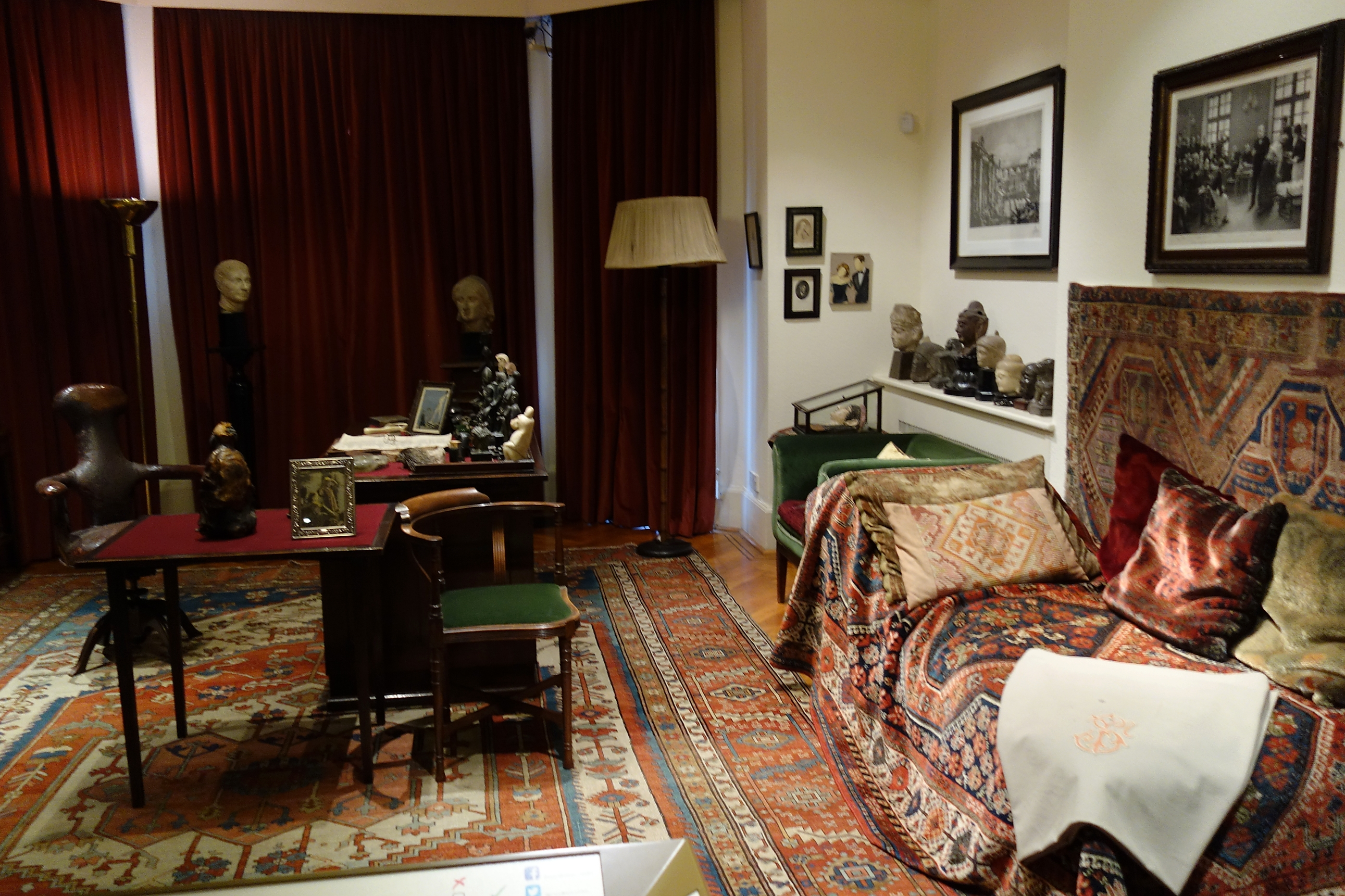
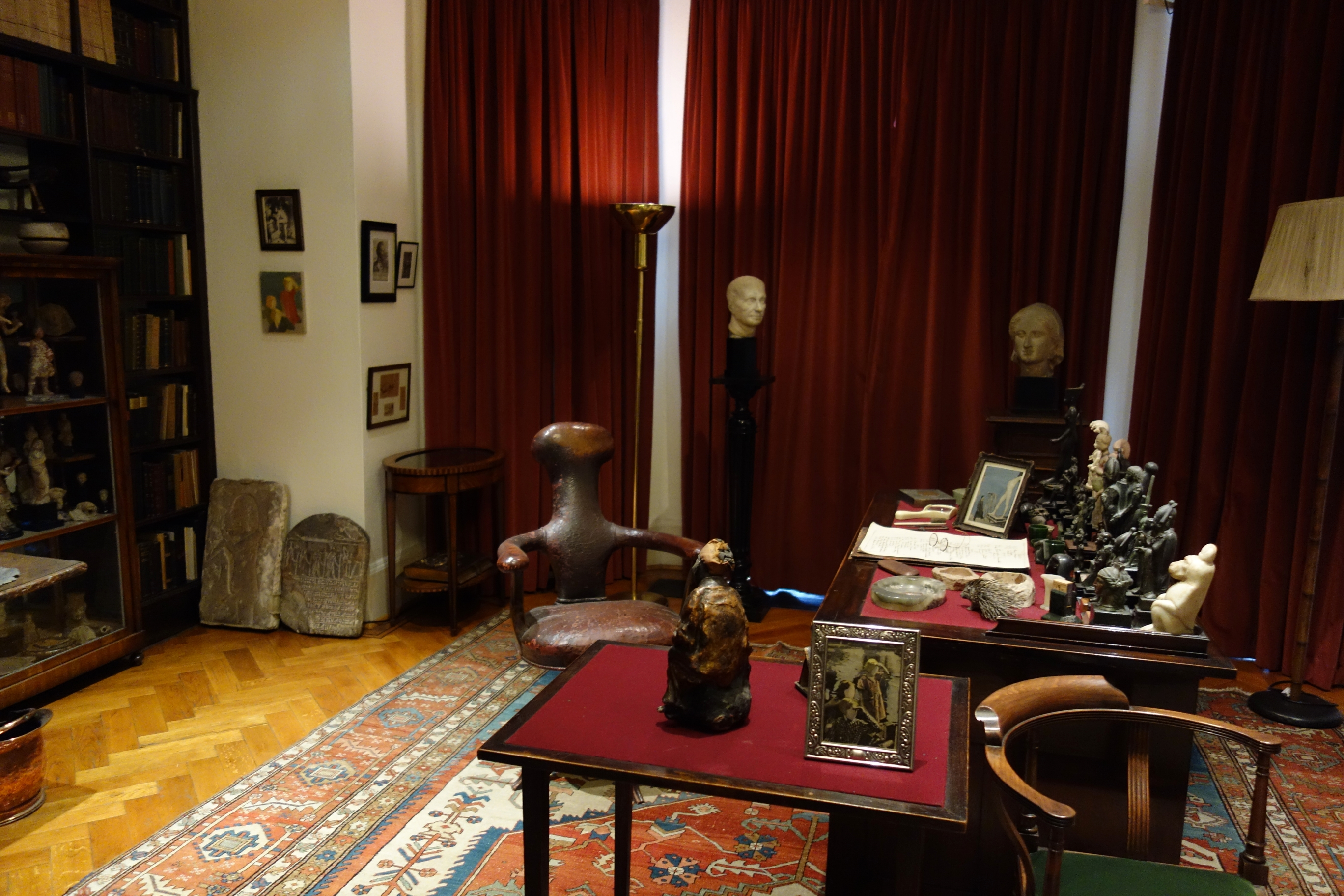

Cette maison de style Queen Anne est construite en 1920, au 20 Maresfield Gardens, dans les beaux quartiers d'Hampstead du nord-ouest du Grand Londres. La maison est modifiée avec une grande véranda côté jardin par l'architecte Ernst L. Freud (en) (un des six enfants de Freud). Freud reconstitue son lieu de vie familiale et de travail dans cette maison, où il poursuit l'étude et la pratique de la psychanalyse avec ses patients, et la rédaction de son œuvre (dont L'homme Moïse et la religion monothéiste...) jusqu’à la fin de sa vie. Il y décède l'année suivante le 23 septembre 1939 à l'âge de 83 ans. Son épouse y vécut jusqu'à sa disparition en 1951, et leur fille Anna Freud y vécut pendant 44 ans, en poursuivant l’œuvre de son père en se spécialisant dans la psychanalyse de l'enfance jusqu’à la fin de sa vie en 1982.

## Musée Freud

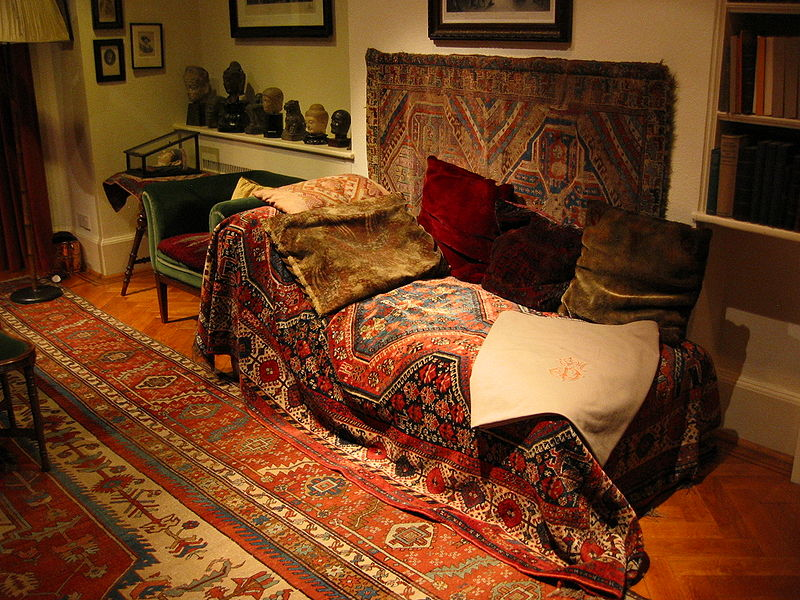
Divan emblématique du cabinet de psychanalyste de Freud

La maison-musée est présentée dans son état de conservation d'origine, selon la volonté de Freud, et est inaugurée le 28 juillet 1986. La maison comporte entre autres son bureau d'études-bibliothèque-cabinet de psychanalyste, sa bibliothèque avec ses auteurs préférés, dont Goethe, Shakespeare, ou Anatole France, sa salle d'attente, des meubles, tableaux et décors, des photographies de sa vie personnelle, des documents d'archives, son célèbre divan de psychanalyste recouvert d'un tapis persan, son jardin agrémenté de géraniums, roses, clématites, hortensias, pruniers, et amandiers, et une importante collection de près de 2000 objets d'art archéologique, de l'Antiquité égyptienne, grecque, romaine, et orientale, ainsi que d'Asie et d'Amérique,.

## Autres musées Freud
- Maison natale de Sigmund Freud de Příbor en République tchèque, de 2006.
- Musée Sigmund Freud de Vienne en Autriche, de 1971.